# سد چیچوکا
سد چیچوکا (به اسپانیایی: Wich'iqucha) یک دریاچه در پرو است که در منطقه خونین واقع شده‌است.